# گراهام هنکاک
گراهام بروس هنکاک (انگلیسی: Graham Bruce Hancock) زاده ۱۹۵۰م، یک نویسنده بریتانیایی است.
او که دانش‌آموخته دانشگاه دورام در رشته جامعه‌شناسی است ابتدا کار خود را به عنوان خبرنگار در چند روزنامه و مجله بریتانیایی آغاز کرد و بعد در سال ۱۹۸۹م، اولین کتابهای خود را در زمینه  توسعه بین‌المللی منتشر کرد و از جمله از وجود فساد در شیوه عرضه کمکهای اقتصادی به کشورهای در حال توسعه انتقاد کرد. اما از سال ۱۹۹۲م، به بعد، توجه او به سوی تمدنهای باستانی معطوف شد و چندین اثر شبه علمی در مورد تمدنهای فرضی با فناوری فوق پیشرفته که ده‌ها هزار سال پیش در اثر فجایع طبیعی یا در عصر یخبندان از بین رفته‌اند نوشت و حدس می‌زند که بازماندگان این تمدنهای گمشده منشأ شکل‌گیری اولین تمدن‌های شناخته شده مانند مصر باستان، سومر یا آمریکای شمالی بوده‌اند.